# سیارک ۹۲۹

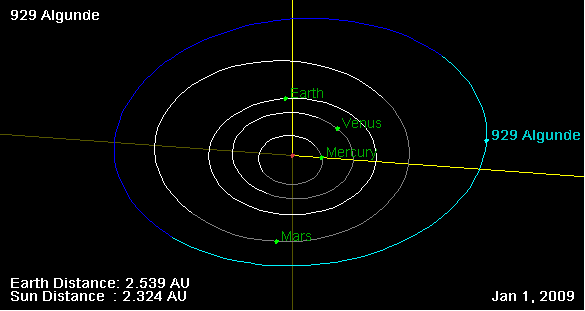
نمایی از محل قرارگیری سیارک ۹۲۹ در مدار – ۲۰۰۹

سیارک ۹۲۹ (به انگلیسی: 929 Algunde، نامگذاری:1920GR) نهصد و بیست و نهمین سیارک کشف شده‌است که در ۱۰ مارس ۱۹۲۰ و در هایدلبرگ کشف شد.
قدر مطلق سیارک برابر ۱۲٫۱۰ است.